# Murroe

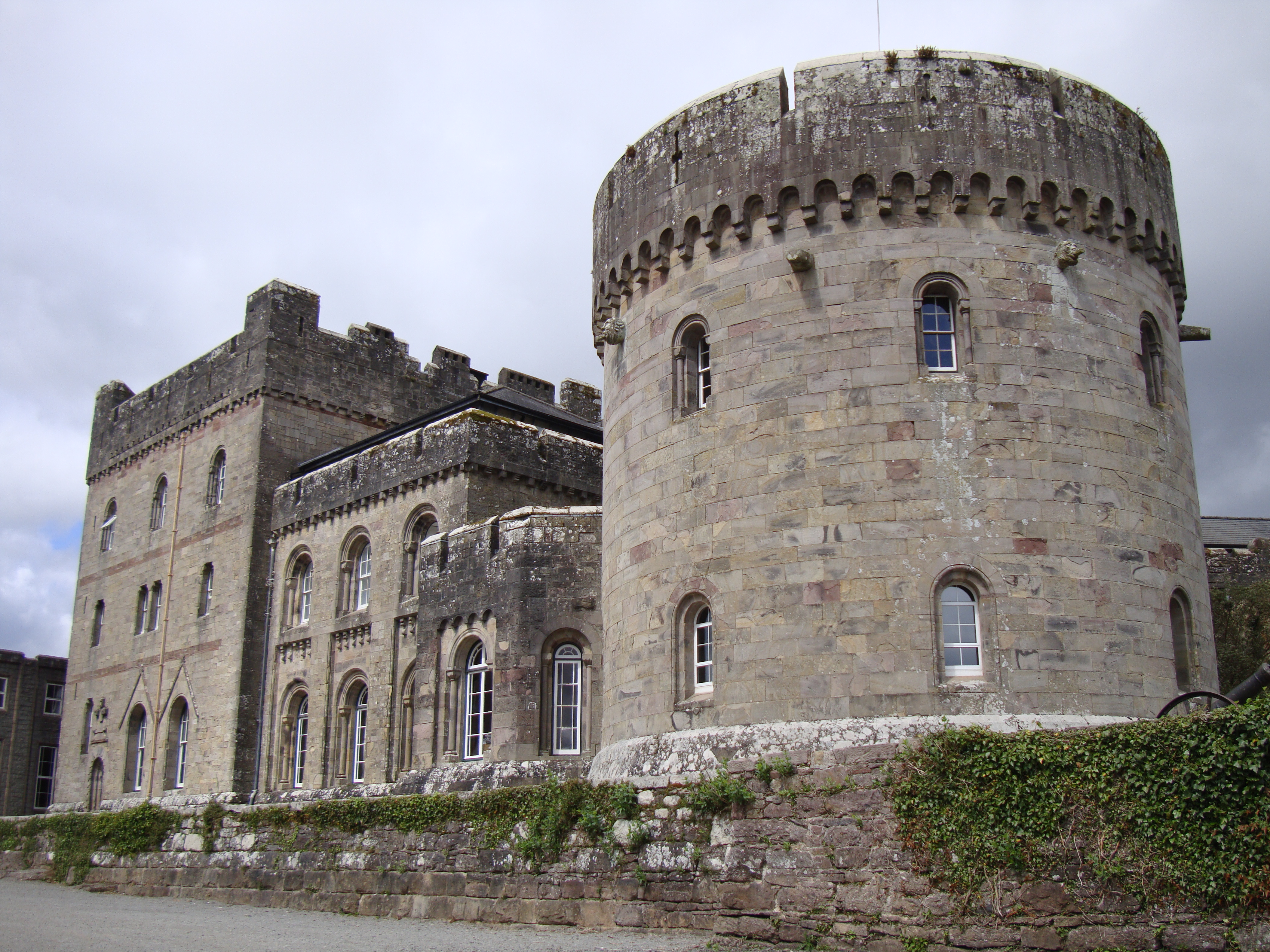
Glenstal Abbey

Murroe (auch: Moroe, irisch Maigh Rua, dt. „rote Ebene“) ist ein kleines Dorf in der Grafschaft Limerick in Irland.

## Dorfbeschreibung
In Murroe wohnen 1433 Einwohner. Das Dorf wurde von der Barrington Familie gegründet, die von 1830 an in der nahegelegenen Burg Glenstal lebten. Seit 1926 beherbergt sie die Benediktinerabtei Glenstal Abbey und ein Internat.
In direkter Nachbarschaft von Murroe befinden sich die Slieve Felim Mountains.

## Belege
1. 1 2  Census 2022 Murroe (Moroe). citypopulation.de, abgerufen am 23. Dezember 2023.
2. ↑  About Murroe. Abgerufen am 26. Dezember 2023.